# Асакота
Асако́та (індонез. Asakota) — один з 6 районів міста Біма провінції Західна Південно-Східна Нуса у складі Індонезії.
Населення — 28635 осіб (2012; 27905 в 2010).

## Адміністративний поділ
До складу району входять 4 селища:
| Населений пункт | Населення, осіб (2010) |
| --------------- | ---------------------- |
| Джатібару       | 8170                   |
| Джатівангі      | 9052                   |
| Коло            | 4548                   |
| Мелаю           | 6135                   |